# Pierre Ollivier
Pierre Ollivier (ur. w 1890, zm. ?) – belgijski zapaśnik. Srebrny medalista olimpijski z Paryża.
Zawody w 1924 były jego jedynymi igrzyskami olimpijskimi. Walczył w stylu wolnym, zdobywając srebro w wadze średniej, poniżej 79 kilogramów. W finale pokonał go Szwajcar Fritz Hagmann.